# Царёвка (Башкортостан)
Царёвка — исключённая из учётных данных в 1981 году деревня Кигазинского сельсовета Аскинского района. Ныне урочище  на территории Петропавловского сельсовета Республики Башкортостан Российской Федерации.
Ликвидирована согласно Указу Президиума ВС Башкирской АССР 

## География
Находилась возле реки Бурминка и горы Красная.
Согласно справочнику административно-территориальное деления Башкирской АССР на 1 июня 1952 года, селение находилось в 7 км от райцентра (с. Аскино), в 5 км от центра сельсовета — с. Шорохово и в 57 км от станции Щучье Озеро.

## История
В 1952 году — деревня Царёвка, входящая в Шороховский сельсовет.
Исключена из учётных данных согласно Указу Президиума ВС Башкирской АССР от 14.09.1981 N 6-2/327 «Об исключении некоторых населенных пунктов из учетных данных по административно-территориальному делению Башкирской АССР».